# Baása
Baása izraeli király. Trónra kerülése után kiirtotta elődje és ellensége, Nádáb családját, hogy biztosítsa hatalmát.

## Hadakozás Júdával
Baása izraeli uralkodása alatt Júdában Asa volt a király. A Biblia csupán ennyit említ róluk:

## Egy újabb rossz király
A Biblia beszámol arról hogy Baása is bálványimádó volt, ezért Isten megbüntette. Később Baása és a családja idősebb tagjai mind meghaltak, így fia, Éla követte a trónon.